# Katana (Burkina Faso)
Pour les articles homonymes, voir Katana.
Katana est une commune rurale située dans le département de Morolaba de la province de Kénédougou dans la région des Hauts-Bassins au Burkina Faso.

## Géographie
Katana est localisée à environ 7 km de la frontière malienne – formée par la rivière Banifing – et située à 6 km au sud-ouest de Niamberla.

## Santé et éducation
Le centre de soins le plus proche de Katana est le centre de santé et de promotion sociale (CSPS) de Niamberla.